# TV 동물농장
《TV 동물농장》은 매주 일요일 오전 9시 30분에 방송되는 SBS TV의 동물 전문 교양 프로그램이다.

## TV 동물농장 개요
기획 의도
인간 중심의 사회에서 벗어나 인간과 동물 그 진정한 커뮤니케이션을 추구하는 동물 전문 프로그램.
프로그램 소개
인간 중심의 사회에서 벗어나, 인간과 동물
그 진정한 커뮤니 케이션을 추구하는
<동물 전문 프로그램>을 만들고자 한다.
야생의 자연을 누비는, 혹은 우리 곁에서
함께 호흡하며 살아가는 수십만종의 동물들!
인간과 밀접한 생활을 나누는 이들을 우리는
얼마나 진심으로 이해하고 있는가?
본 기획에서는 인간 중심의 사회에서 벗어나,
인간과 동물 그 진정한 커뮤니케이션을 추구하는
동물 전문 프로그램을 만들고자 한다.
정글 속 밀림에서, 혹은 사막에서 살아가는
신비롭고 경이로운 동물을 찾아 떠나는
"탐험"과 "모험"을 통해, 그들만의 세계를 새롭게 이해하고,
인간과 동물의 끈끈한 감정 교류를 기본으로 하는
가치있는 <특명>을 부여하여, 함께 도전하고,
성취해 나가는 그들의 모습에서
인간과 동물의 순수한 사랑과 감동의 스토리를
시청자들이 함께 공감할 수 있도록 하고자 한다.

## 방송 시간
| 방송 채널 | 방송 기간                         | 방송 시간                     | 방송 시간                       | 비고                                                |
| --------- | --------------------------------- | ----------------------------- | ------------------------------- | --------------------------------------------------- |
| SBS TV    | 2001년 5월 6일 ~ 2002년 3월 31일  | 매주 일요일 오전 9:50 ~ 10:50 | 매주 일요일 오전 9:50 ~ 10:50   | 독립 편성                                           |
| SBS TV    | 2002년 4월 7일 ~ 2008년 3월 30일  | 매주 일요일 오전 9:40 ~ 10:50 | 매주 일요일 오전 9:40 ~ 10:50   | 독립 편성                                           |
| SBS TV    | 2008년 4월 6일 ~ 2012년 4월 1일   | 매주 일요일 오전 9:30 ~ 10:45 | 매주 일요일 오전 9:30 ~ 10:45   | 독립 편성                                           |
| SBS TV    | 2012년 4월 8일 ~ 2015년 1월 18일  | 매주 일요일 오전 9:25 ~ 10:45 | 매주 일요일 오전 9:25 ~ 10:45   | 독립 편성                                           |
| SBS TV    | 2015년 1월 25일 ~ 2019년 3월 31일 | 매주 일요일 오전 9:30 ~ 10:55 | 매주 일요일 오전 9:30 ~ 10:55   | 독립 편성                                           |
| SBS TV    | 2019년 4월 7일 ~ 2021년 6월 27일  | 1부                           | 매주 일요일 오전 9:30 ~ 10:20   | 분리 편성 (1, 2부)                                  |
| SBS TV    | 2019년 4월 7일 ~ 2021년 6월 27일  | 2부                           | 매주 일요일 오전 10:20 ~ 10:50  | 분리 편성 (1, 2부)                                  |
| SBS TV    | 2021년 7월 4일 ~ 현재             | 매주 일요일 오전 9:30 ~ 10:55 | 매주 일요일 오전 9:30 ~ 10:55   | 통합 편성 (지상파·종편 60초 중간광고 포함)          |
| SBS TV    | 2020년 6월 23일 ~ 2020년 7월 28일 | 1부                           | 매주 화요일 저녁 8:55 ~ 밤 9:40 | 분리 편성 (1, 2부) (우린 같이 산다) 여름특집 스폐셜 |
| SBS TV    | 2020년 6월 23일 ~ 2020년 7월 28일 | 2부                           | 매주 화요일 밤 9:40 ~ 10:20     | 분리 편성 (1, 2부) (우린 같이 산다) 여름특집 스폐셜 |

## 진행자
현재
- 조이 (2021년 6월 6일 ~ 2023년 4월 30일, 2023년 7월 2일 ~ 현재)
- 신동엽 (2001년 5월 6일 ~ 현재)
- 정선희 (2001년 5월 6일 ~ 2008년 9월 7일, 2014년 1월 5일 ~ 현재)
- 토니 안 (2018년 7월 8일 ~ 현재)

과거
- 윤현진 (2001년 5월 6일 ~ 2008년 6월 15일)
- 신지 (2008년 11월 23일 ~ 2011년 5월 1일)
- 이윤아 (2008년 6월 22일 ~ 2013년 12월 29일)
- 한승연 (2011년 7월 31일 ~ 2013년 12월 29일)
- 김생민 (2001년 6월 24일 ~ 2018년 4월 1일)[2]
- 장예원 (2014년 1월 5일 ~ 2020년 9월 20일)[3]
- 김수민 (2021년 2월 7일 ~ 2021년 5월 30일)[4]

스페셜 MC
| 진행    | 방송 기간                    |
| ------- | ---------------------------- |
| 이효리  | 2011년 6월 12일              |
| 가희    | 2011년 6월 12일              |
| 박수아  | 2011년 6월 12일              |
| 설리    | 2011년 6월 19일              |
| 배다해  | 2011년 7월 3일 ~ 7월 10일    |
| 나르샤  | 2011년 7월 17일              |
| 홍수아  | 2012년 10월 21일 ~ 10월 28일 |
| 토니 안 | 2018년 5월 27일 ~ 6월 3일    |
| 딘딘    | 2018년 6월 10일 ~ 6월 17일   |
| 주시은  | 2018년 6월 24일 ~ 7월 1일    |
| 김수민  | 2019년 12월 8일 ~ 12월 15일  |
| 청하    | 2020년 9월 27일 ~ 10월 4일   |
| 써니    | 2020년 10월 11일 ~ 10월 18일 |
| 김지민  | 2020년 11월 1일 ~ 11월 8일   |
| 소원    | 2020년 11월 15일 ~ 11월 22일 |
| 지호    | 2020년 11월 29일 ~ 12월 6일  |
| 조윤희  | 2020년 12월 13일             |
| 황광희  | 2020년 12월 20일             |
| 안지환  | 2020년 12월 27일             |
| 심소영  | 2021년 1월 3일 ~ 1월 10일    |
| 박은혜  | 2021년 1월 17일 ~ 1월 31일   |
| 웬디    | 2022년 2월 13일              |
| 미연    | 2023년 6월 4일 ~ 6월 25일    |

## 내레이션
현재
- 안지환
- 정선희

과거
- 이선주
- 김생민
- 안경진

## 전문가
- 반려견 행동 교정 : 제이디
- 반려묘 심리 분석 : 심용주
- 수의사 : 최영민, 박순석, 여귀선, 이태형, 차진원, 한재웅, 황철용[5]
- 기타 동물 전문가 : 조삼래 (조류), 박병권 (야생동물), 한준우 (동물 관련 심리분석)
- 과거 참여 전문가 : 이웅종, 설채현, 김명철, 박정윤, 조윤주, 정광일, 변우진, 알렉스, 하이디, 이찬종

## 변천사
2001년 5월 첫 방송이 시작되었고, 2002년 타 방송사 동물 전문 교양 프로그램의 신설되었으나, 2003년에 MBC TV 〈와우 동물천하〉과 2009년 KBS 2TV 〈주주클럽〉의 프로그램이 폐지되었기 때문에, 지상파 3사 중 가장 현존하는 최장수 프로그램이므로, 동물보호가이드라인을 준수하면서 제작하고 있다.

## 유명 코너

### 개과천선, 新개과천선
2005년부터 2008년까지 반려견의 문제점과 행동 교정을 주제로 장기간 방송되었다. 반려견을 인간의 시선이 아니라 동물 그 자체의 시선으로 행동문제를 기발한 아이디어와 많은 종류의 반려견과 사람들의 교감적인 이야기로 인기와 사랑을 받았다. 또한 이 코너로 인한 반려견 문화의 파급효과는 충분했으며, 일반적으로 애견이 아니라 반려견이라는 표현자체도 이 코너로 인해 많은 영향을 끼쳤다. 하지만 기하급수적인 반려견의 개체증가와 저변확대에도 기여하기도 했지만 유기견 문제, 동물병원, 훈련소, 애견보험, 교육기관 등 인프라 시스템이 확충되지 않은 상태에서 문제점을 촉발하는 계기를 갖게 하기도 했다.

### 하이디 특집
2009년 4월 19일부터 동물과의 교감이 가능한 것으로 알려진 애니멀 커뮤니케이터 하이디 특집이 6주간 방송되었다. 하이디는 애완견, 고양이, 말, 원숭이 등과의 교감을 통하여 동물들과 주인과의 갈등을 풀어내는 능력으로 이미 일본 등 해외 방송에서도 방송된 적이 있어 잘 알려진 인물이다. 아직까지 동물들과의 교감이 가능한지에 대한 회의적인 시각이 있으나 '왕따 원숭이 마오', '철천지 원수 앙숙-뽀뽀', '탑승을 거부하는 말 마미' 등 6주간 방송된 특집에서 갈등 해소는 물론 동물들의 과거 생각들까지 읽어내는 탁월한 능력을 보여주었으며 하이디는 "동물들과의 교감은 훈련을 통해서 누구나 가능하다"고 강조하였다.

### 모피(毛皮)의 불편한 진실
2011년 1월 30일 방송분에서는 '모피의 불편한 진실'이라는 제목을 통해 모피를 위해 억울하게 희생당하고 있다는 동물들의 사연과 이를 통해 모피를 거래중이라는 중국의 모피시장에 대한 충격실태가 방송되었다. 동물농장 제작진은 연간 4,000마리의 동물들이 열악한 환경하에 고통스럽게 살아가고 있고 사람들이 산 채로 동물의 생피(生皮)를 벗겨내거나 둔기로 너구리를 마구 때려 기절시키거나 도살 중인 토끼의 비명소리를 공개하여 모피로 인해서 생피가 벗겨지거나 도살 등으로 죽어가는 동물들과 상업 및 영리목적 등에 빠져서 동물들을 잔인하게 학대하는 모습을 고발하였다. 이 방송은 모피에 대한 시선을 크게 바꾸어놓았다는 평가를 받고있으며, 2011년 3월에 방송 중인 드라마에서 모피가 입고 나오는 장면이 나오자 편집요구가 빗발치는 등 영향력이 있었다.

### 독하게, Dog하게, 독Dog하게
2013년 3월 10일부터 '리얼합숙버라이어티'라는 새로운 장르를 가지고 반려견들의 행동교정과 합숙훈련하는 과정을 4주간 4부작으로 방송되었다. 기존 반려견의 행동교정을 주제로 한 코너 개과천선의 업그레이드격인 이 코너는 문제행동견의 문제를 단기간에 교정하는 것이 아닌 6주간의 실제훈련 과정기를 담아냈다는데에 방송적, 프로그램적으로 큰 의미를 갖고 있다. 천상지희 더 그레이스의 다나 등 이 코너에 출연한 4명의 견주와 4마리 반려견의 교감적인 훈련 이야기를 통해 많은 관심을 받았다.

## 마스코트 캐릭터
- 하루 : 개[12]
- 깨양이 : 고양이[13]
- 끼끼 : 원숭이[14]
- 코블리 : 코끼리[15]
- 에이 : 돼지[16]
- 또자 : 족제비[17]
- 단디 : 부엉이[18]
- 핑고 : 곰[19]
- 빵찌 : 문어[20]

## 제보전화
- 02-2113-3456 (2004년 3월 1일 ~ 현재)[21]

## 네트워크 방송사
- 2006년 5월 14일에 개칭한 KNN의 경우, 방송 당시 PSB 부산방송 명칭을 2006년 5월 13일까지 표기하였다.
- 2011년 10월 10일에 개칭한 G1의 경우, 방송 당시 GTB 강원민방 명칭을 2011년 10월 9일까지 표기하였다.

| 방송 권역        | 방송사 | 비고                  |
| ---------------- | ------ | --------------------- |
| 수도권           | SBS    | 프로그램 제작국       |
| 부산/경남권      | KNN    |                       |
| 울산권           | ubc    |                       |
| 대구/경북권      | TBC    |                       |
| 대전/충남/세종권 | TJB    |                       |
| 충북권           | CJB    |                       |
| 전북권           | JTV    |                       |
| 광주/전남권      | kbc    |                       |
| 강원권           | G1방송 | 2001년 12월 15일 개국 |
| 제주권           | JIBS   | 2002년 5월 31일 개국  |

## 같이 보기
- 동물법
- 동물보호법
- 동물병원
- 도축장

## 동일 소재 프로그램
- 우리말 겨루기 (KBS 교양운영팀 제작)
- 가족오락관, 상상오락관, 옥탑방의 문제아들 (KBS 예능운영팀 제작)
- 동물의 왕국, 동물의 세계, 동물극장 단짝 (KBS 1TV)
- 주주클럽, 슈퍼독, 단짝, 은밀하고 위대한 동물의 사생활, 개는 훌륭하다, 동물은 훌륭하다, 나는 아픈 개와 산다, 펫 비타민 (KBS 2TV)
- 동물일기, 야옹멍멍 귀여워[22], 세상에 나쁜 개는 없다, 고양이를 부탁해, 아기 동물 귀여워, 펫하트, 극한 직업 (EBS 1TV)
- 세계의 비밀 수호대 번개맨 (EBS 2TV)
- 타타와 쿠마 (EBS·5BRICKS 공동 제작)
- 와우! 동물천하, 애니멀즈, 하하랜드, 오래봐도 예쁘다, 2020 추석특집 아이돌 멍멍 선수권대회, 심장이 뛴다 38.5 (MBC TV)
- 어쩌다 마주친 그 개, 펫미픽미, 푸바오와 할부지, 생활의 달인, 더솔져스, 검은 양 게임 (SBS TV)
- 마리와 나, 그랜드 부다개스트[23], 우리집 막내극장 (JTBC)
- 기막힌 동물원, 우리집에 해피가 왔다 (MBN)
- 동고동락, 개먼드라마 파트라슈 (TV조선)
- 대화가 필요한 개냥, 냐옹은 페이크다, 캣츠 앤 독스, 슬기로운 의사생활, 슬기로운 의사생활 시즌2, 해치지 않아, 해치지 않아 X 스우파, 슈퍼액션 (tvN)
- 펫토리얼리스트 (온스타일)
- 이 주의 책 (cpbc FM)
- 개별방송, 식빵 굽는 고양이, 잘살아보시개, 오 마이 펫, 여자친구! 강아지를 부탁해, 펫 닥터스 (skyPetpark)
- 상상고양이 (MBC 에브리원)
- 달려라 댕댕이 (MBC 에브리원, MBC 스포츠플러스 공동 제작)
- 펫츠고! 댕댕트립 (SBS 플러스)
- 소나무의 펫하우스 (SBS M)
- 라디오 북클럽, 주말하이킥 이윤석입니다 (MBC 표준FM)
- 개밥 주는 남자, 너는 내 운명, 서민갑부 (채널A)
- 천재! 시무라 동물원 (日 NTV)
- 도그 위스퍼러 (美 NGC채널)
- 지옥에서 온 고양이 (美 애니멀 플래닛)
- 개과천선 아메리카 (영국 채널 4, Sky One)

## 소개되었던 국가
TV 동물농장의 경우 중국, 일본, 인도, 헝가리, 미국, 브라질, 아프리카 등과 같은 나라를 위주로 소개되었던 것으로 보인다. 일본의 경우 2011년, 2012년, 2015년, 2017년 등에도 소개되었으며, 미국의 경우 2010년과 2012년에 소개되었다.

## 주요 협찬사
주요 협찬사는 DB그룹에서 주로 협찬하고 있다.

## 모바일과 PC로 시청하는 방법
현재 TV 동물농장을 모바일 기기, PC로 시청할 수 있는 방법은 WAVVE, 현대HCN 모바일TV 등으로만 시청이 가능하다. 그러나 시즌, U+모바일 TV와 TVING에서는 시청이 불가능하며, 다만, PC나 모바일 기기를 활용한 시청 가능 채널의 경우 SBS TV, SBS 플러스, SBS funE, SBS Biz, 리얼TV 등 5개의 채널만 가능하나 ONCE, 채널J, AsiaN 등과 같은 일부 채널에서는 프로그램 제목이나 자리에 방송사의 사정으로 제공할 수 없습니다라는 이름 혹은 방송 불가 안내 등과 같은 안내 문구가 나온다. 이유는 저작권이 전혀 없기 때문이다. 그 외에도 WAVVE에서는 동물농장 정주행 채널을 사용해야 24시간 내내 언제든지 시청할 수 있다. SBS에서는 TV 동물농장을 전문으로 하는 공식 유튜브 채널 《애니멀봐》를 운영 중이다.